# Salvador Agra
Salvador José Milhazes Agra (Vila do Conde, 11 novembre 1991) è un calciatore portoghese, centrocampista del Leixões.

## Carriera

### Club
La sua carriera inizia nel 2005 quando, all'età di tredici anni, viene acquistato dal Varzim per militare nelle varie divisioni giovanili del club. Dopo cinque anni l'allenatore della prima squadra lo convoca per farlo debuttare. Conclude la stagione 2010-2011 con 29 presenze e una rete all'attivo.
Durante la sessione estiva del calciomercato 2011 viene acquistato a titolo definitivo dalla società spagnola del Betis.
Nella sessione invernale del calciomercato 2013 passa in prestito al Siena.

### Nazionale
Dal 2011 al 2013 ha militato nella Nazionale Under-21 di calcio del Portogallo.
Viene convocato per le Olimpiadi 2016 in Brasile.